# Луїджі Федеріко Менабреа
Луїджі Федеріко Менабреа, маркіз ді Валь Дора (італ. Luigi Federico Menabrea; 4 вересня 1804 — 25 травня 1896) — італійський військовик, науковець, державний і політичний діяч, прем'єр-міністр Італії від жовтня 1867 до грудня 1869 року.

## Життєпис
За фахом був інженером, отримав докторський ступінь з математики. Від 10 жовтня 1846 року був професором теорії конструкцій в Університеті Турина. Від липня до вересня 1848 року обіймав посаду першого чиновника військового й морського міністерства. Після цього, до березня 1850 року займав різні пости в міністерстві закордонних справ. У той же період, а також у 1858-1861 роках був надзвичайним членом Вищої ради з питань освіти.
1860 року став сенатором. У різні роки був членом фінансової комісії, різноманітних комісій з розгляду проектів законів про армію, а також комісії з перевірки повноважень нових сенаторів. 7 вересня 1860 року отримав пост командувача інженерних військ.
У грудні 1860 року став почесним професором Університету Турина. У червні наступного року став почесним ад'ютантом італійського короля. У 1861—1963 роках з перервою виконував обов'язки морського міністра, після чого, до вересня 1864 року очолював міністерство громадських робіт.
1866 року був повноваженим міністром короля під час підписання мирної угоди з Австрією. Від 1867 до 1869 року очолював уряд, одночасно займаючи пост першого ад'ютанта Його Величності, а також пости морського міністра (жовтень-листопад 1867) й міністра закордонних справ (жовтень 1867 — грудень 1869).
Після відставки з посту прем'єр-міністра був послом Італії спочатку у Відні, потім у Лондоні й Парижі. У 1870-их роках обіймав різні урядові та наукові посади, зокрема був головою комітету артилерійського озброєння й інженерної служби, президентом геральдичної ради, доктором факультету фізики, математики та природничих наук Університету Турина.